# Portugal nos Jogos Paralímpicos de Verão de 2016
Portugal participou nos Jogos Paralímpicos de Verão de 2016 realizados no Rio de Janeiro, Brasil, entre 7 a 18 de setembro de 2016. Os paratletas portugueses competiram em todos os Jogos Paralímpicos de Verão desde que o país se estreou na prova nos Jogos Paralímpicos de Verão de 1972 à exceção de 1976 e 1980. O Comité Paralímpico de Portugal foi representado por 37 paratletas, incluindo 25 homens e 12 mulheres que competiram 7 modalidades. Esta é a segunda maior delegação portuguesa nos Jogos a seguir à delegação dos Jogos Paralímpicos de Verão de 2000 em Sydney, na Austrália com cerca de 52 paratletas.

## Modalidades
Número de paratletas portugueses por modalidade:
| Modalidade | Modalidade | Homens | Mulheres | Total |
| ---------- | ---------- | ------ | -------- | ----- |
| 1          | Atletismo  | 10     | 7        | 17    |
| 2          | Bocha      | 8      | 2        | 10    |
| 3          | Ciclismo   | 2      | 0        | 2     |
| 5          | Hipismo    | 0      | 1        | 1     |
| 4          | Judo       | 1      | 0        | 1     |
| 6          | Natação    | 3      | 2        | 5     |
| 7          | Tiro       | 1      | 0        | 1     |
| Total      | Total      | 25     | 12       | 37    |

## Conquistas
| Portugal obteve 4 medalhas, sendo as mesmas em bronze. \| Medalha \| Medalha \| Atleta \| Modalidade \| Prova \| Data \| \| ------- \| ------- \| ------------------------------------------------------------------- \| ---------- \| --------------- \| ------------------------- \| \| 1 \| Bronze \| Luís Gonçalves \| Atletismo \| 400 metros TS12 \| 9 de setembro de 2016[4] \| \| 2 \| Bronze \| Fernando Ferreira Cristina Gonçalves António Marques Abílio Valente \| Bocha \| Misto BC1-2 \| 12 de setembro de 2016[5] \| \| 3 \| Bronze \| José Macedo \| Bocha \| Misto BC3 \| 16 de setembro de 2016[6] \| \| 4 \| Bronze \| Manuel Mendes \| Atletismo \| Maratona T46 \| 18 de setembro de 2016[7] \| |         |                                                                     |            |                 |                        |
| Medalha | Medalha | Atleta                                                              | Modalidade | Prova           | Data                   |
| 1 | Bronze  | Luís Gonçalves                                                      | Atletismo  | 400 metros TS12 | 9 de setembro de 2016  |
| 2 | Bronze  | Fernando Ferreira Cristina Gonçalves António Marques Abílio Valente | Bocha      | Misto BC1-2     | 12 de setembro de 2016 |
| 3 | Bronze  | José Macedo                                                         | Bocha      | Misto BC3       | 16 de setembro de 2016 |
| 4 | Bronze  | Manuel Mendes                                                       | Atletismo  | Maratona T46    | 18 de setembro de 2016 |

| Diplomas olímpicos                |
| --------------------------------- |
| Sem diplomas olímpicos no momento |

| \| Atleta \| Modalidade \| Prova \| Data \| \| --------------- \| ---------- \| ---------- \| ---------------------- \| \| Carolina Duarte \| Atletismo \| 100 metros \| 11 de setembro de 2016 \| |            |            |                        |
| Atleta | Modalidade | Prova      | Data                   |
| Carolina Duarte | Atletismo  | 100 metros | 11 de setembro de 2016 |

## Disciplinas paralímpicas
Cada participante dos Jogos Paralímpicos possui sua deficiência agrupada em uma das cinco categorias paralímpicas; amputação, a condição pode ser congénita ou sustentada por uma lesão ou doença; paralisia cerebral; paratletas em cadeira de rodas, muitas vezes há sobreposição entre esta e outras categorias; deficiência visual, incluindo a cegueira; As outras, qualquer deficiência física que não se enquadra estritamente sob uma das outras categorias, por exemplo o nanismo ou a esclerose múltipla. Cada desporto paralímpico tem então as suas próprias classificações, que dependem das exigências físicas específicas da prova. As provas recebem um código, feito de números e letras, que descrevem o tipo do evento e a classificação dos paratletas que competem. Alguns desportos como o atletismo, dividem os paratletas pela categoria e gravidade das suas deficiências, outros desportos por exemplo a natação, nos grupos de concorrentes de diferentes categorias conjuntas, a única separação é feita com base na gravidade da deficiência.

## Cerimónias

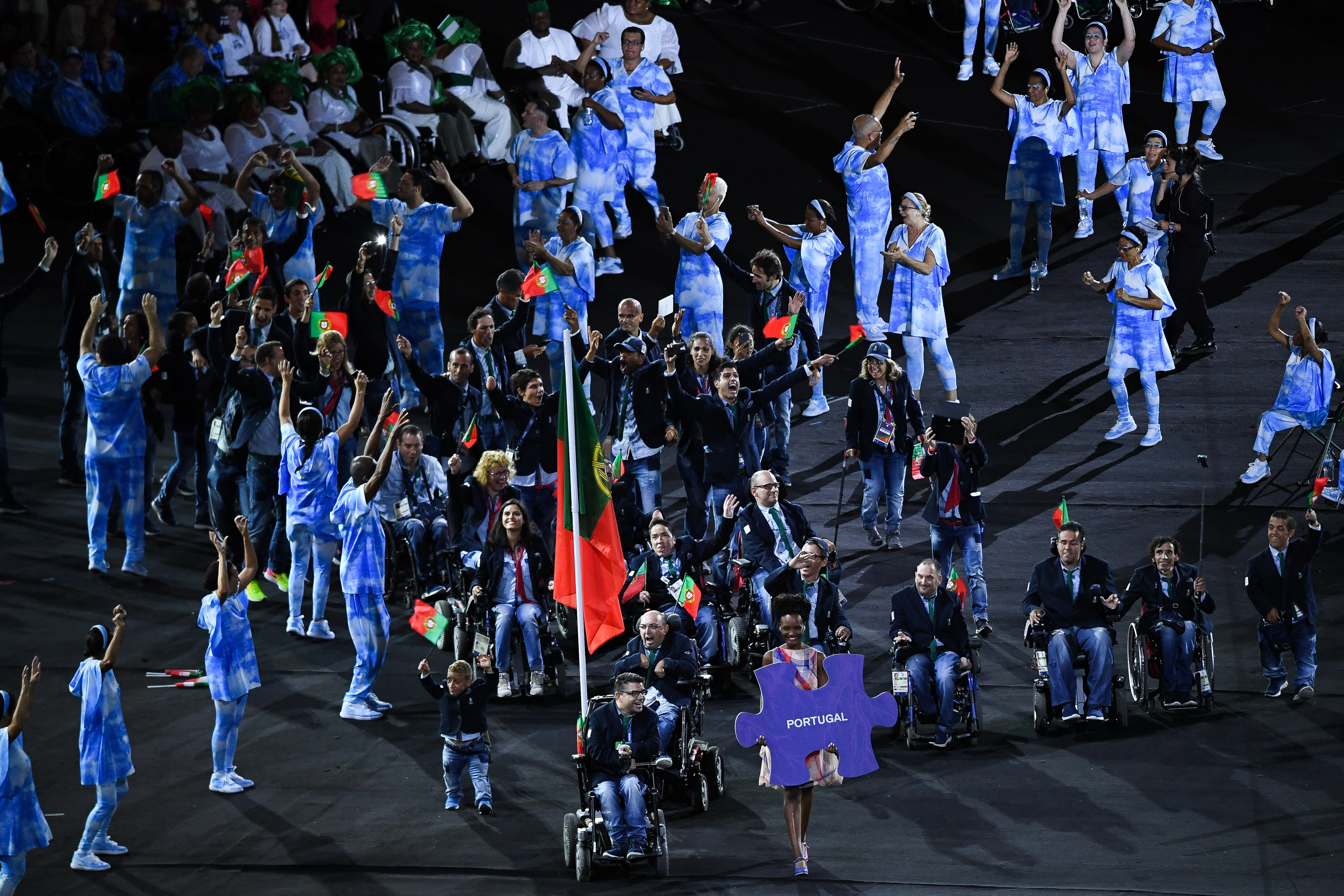
Delegação portuguesa na cerimónia de abertura dos Jogos Paralímpicos de Verão de 2016.

### Cerimónia de Abertura
A delegação portuguesa desfilou na Cerimónia de Abertura dos Jogos Paralímpicos de Verão de 2016 no Rio de Janeiro com 37 atletas entre os quais José Macedo como porta-bandeira.

### Cerimónia de Encerramento
Na cerimónia de encerramento realizada no Estádio do Maracanã, estiveram presentes os 37 atletas que participaram na cerimónia de abertura, tendo como porta-bandeira Luís Gonçalves.

## Atletismo
| Atleta                         | Prova        | Classe | Eliminatórias | Eliminatórias | Meias-finais | Meias-finais | Final             | Final             |
| Atleta                         | Prova        | Classe | Tempo         | Posição       | Tempo        | Posição      | Tempo             | Posição           |
| ------------------------------ | ------------ | ------ | ------------- | ------------- | ------------ | ------------ | ----------------- | ----------------- |
| Cristiano Pereira              | 1.500 metros | T20    |               |               |              |              | 3:59.92           | 7° lugar          |
| Gabriel Macchi                 | Maratona     | T12    |               |               |              |              |                   |                   |
| Hélder Mestre                  | 100 metros   | T51    |               |               |              |              | 24.35             | 8° lugar          |
| Hélder Mestre                  | 400 metros   | T51    |               |               |              |              | 1:30.82           | 7° lugar          |
| Jorge Pina                     | Maratona     | T12    |               |               |              |              |                   |                   |
| Luís Gonçalves                 | 100 metros   | T12    | 22.83         | 2° lugar q    | 22.98        | 4° lugar Q   | Não se qualificou | Não se qualificou |
| Luís Gonçalves                 | 400 metros   | T12    | 49.60         | 2° lugar q    | 49.92        | 1° lugar Q   | 49.54             | Bronze            |
| Manuel Mendes                  | Maratona     | T46    |               |               |              |              | 2:49.57           | Bronze            |
| Mário Trindade                 | 100 metros   | T11    | 17.94         | 3° lugar Q    |              |              | 18.19             | 6° lugar          |
| Mário Trindade                 | 400 metros   | T11    | 1:02.51       | 3° lugar Q    |              |              | 1:05.35           | 8° lugar          |
| Nuno Alves Guia: Ricardo Abreu | 1500 metros  | T11    | 4:36.32       | 5° lugar      |              |              | Não se qualificou | Não se qualificou |
| Nuno Alves Guia: Ricardo Abreu | 5000 metros  | T11    |               |               |              |              | 17:03.64          | 8° lugar          |

| Atleta          | Prova                | Classe | Eliminatórias | Eliminatórias | Meias-finais | Meias-finais | Final       | Final    |
| Atleta          | Prova                | Classe | Performance   | Posição       | Performance  | Posição      | Performance | Posição  |
| --------------- | -------------------- | ------ | ------------- | ------------- | ------------ | ------------ | ----------- | -------- |
| Lenine Cunha    | Salto em comprimento | T20    |               |               |              |              | 6.84        | 6° lugar |
| Miguel Monteiro | Lançamento de peso   | F40    |               |               |              |              | 8.89        | 5° lugar |

| Atleta          | Prova       | Classe | Eliminatórias | Eliminatórias | Meias-finais      | Meias-finais      | Final             | Final             |
| Atleta          | Prova       | Classe | Tempo         | Posição       | Tempo             | Posição           | Tempo             | Posição           |
| --------------- | ----------- | ------ | ------------- | ------------- | ----------------- | ----------------- | ----------------- | ----------------- |
| Carina Paim     | 400 metros  | T20    | 1:02.16       | 6° lugar Q    |                   |                   | Não se qualificou | Não se qualificou |
| Carolina Duarte | 100 metros  | T13    | 12.53         | 3° lugar Q    |                   |                   | 12.48             | 6° lugar          |
| Carolina Duarte | 400 metros  | T13    |               |               |                   |                   | 58.52             | 7° lugar          |
| Maria Fernandes | 100 metros  | T38    | 14.65         | 8° lugar      | Não se qualificou | Não se qualificou | Não se qualificou | Não se qualificou |
| Maria Fernandes | 400 metros  | T38    |               |               |                   |                   | 1:08.62           | 6° lugar          |
| Maria Fiúza     | 1500 metros | T11    | 5:24.14       | 5° lugar      |                   |                   | Não se qualificou | Não se qualificou |

| Atleta          | Prova                | Classe | Eliminatórias | Eliminatórias | Meias-finais | Meias-finais | Final       | Final     |
| Atleta          | Prova                | Classe | Performance   | Posição       | Performance  | Posição      | Performance | Posição   |
| --------------- | -------------------- | ------ | ------------- | ------------- | ------------ | ------------ | ----------- | --------- |
| Maria Fernandes | Salto em comprimento | T38    |               |               |              |              | 4.04        | 11° lugar |
| Inês Fernandes  | Lançamento de peso   | F20    |               |               |              |              | 11.69       | 6° lugar  |
| Ana Filipe      | Salto em comprimento | T20    |               |               |              |              | 4.31        | 9° lugar  |
| Erica Gomes     | Salto em comprimento | T20    |               |               |              |              | 4.67        | 7° lugar  |

## Boccia
| Atleta             | Prova            | Classe | Fase de grupos       | Fase de grupos       | Fase de grupos       | Fase de grupos | Quartos de final     | Meias-finais         | Final                | Posição           |
| Atleta             | Prova            | Classe | Adversário Resultado | Adversário Resultado | Adversário Resultado | Posição        | Adversário Resultado | Adversário Resultado | Adversário Resultado | Posição           |
| ------------------ | ---------------- | ------ | -------------------- | -------------------- | -------------------- | -------------- | -------------------- | -------------------- | -------------------- | ----------------- |
| António Marques    | Misto individual | BC1    | Zhang V 3–2          | Nagy D2–4            | Smith V 9–3          | 1° lugar       | Chagas V 4–3         | Perez D 1–8          | Yoo D 1–8            | 4° lugar          |
| Abílio Valente     | Misto individual | BC2    |                      | Araújo V 4–1         | Zhong V2–2           | 1° lugar       | Saengampa D1–12      | Não se qualificou    | Não se qualificou    | Não se qualificou |
| Armando Costa      | Misto individual | BC3    |                      | Oliveira D1–6        | Vasicek D1–4         | 3° lugar       | Não se qualificou    | Não se qualificou    | Não se qualificou    | Não se qualificou |
| Cristina Gonçalves | Misto individual | BC2    |                      | Rowe V7–2            | Saengampa D 4–7      | 2° lugar       | Não se qualificou    | Não se qualificou    | Não se qualificou    | Não se qualificou |
| Domingos Vieira    | Misto individual | BC4    | Seo D 3–5            | Leung D 3–5          | Morfi-Metzou V 6–1   | 3° lugar       | Não se qualificou    | Não se qualificou    | Não se qualificou    | Não se qualificou |
| Fernando Ferreira  | Misto individual | BC2    |                      | Yan D 1–8            | Yeung V 5–2          | 2° lugar       | Não se qualificou    | Não se qualificou    | Não se qualificou    | Não se qualificou |
| José Macedo        | Misto individual | BC3    |                      | Garneau V 7–2        | Choi V 3–1           | 1° lugar       | Bjurström V 7–0      | Jeong D 1–6          | Kim V 5–5            | Bronze            |
| Mário Peixoto      | Misto individual | BC3    |                      | Wilson D 2–4         | Takahashi D 2–4      | 3° lugar       | Não se qualificou    | Não se qualificou    | Não se qualificou    | Não se qualificou |
| Pedro Clara        | Misto individual | B4     | McGuire D 3–4        | Pinto V 6–5          | Lau Wai Yan V 5–3    | 2° lugar       | Seo D 2–5            | Não se qualificou    | Não se qualificou    | Não se qualificou |

| Atletas                                                             | Prova        | Classe | Fase de grupos       | Fase de grupos       | Fase de grupos       | Fase de grupos | Quartos de final     | Meias-finais         | Final                | Posição           |
| Atletas                                                             | Prova        | Classe | Adversário Resultado | Adversário Resultado | Adversário Resultado | Posição        | Adversário Resultado | Adversário Resultado | Adversário Resultado | Posição           |
| ------------------------------------------------------------------- | ------------ | ------ | -------------------- | -------------------- | -------------------- | -------------- | -------------------- | -------------------- | -------------------- | ----------------- |
| Fernando Ferreira Cristina Gonçalves António Marques Abílio Valente | Equipa mista | BC1-2  |                      | Argentina D 1–7      | Eslováquia V 12–1    | 2° lugar       | Brasil V 6–5         | Japão D 5–8          | Argentina V 6–2      | Bronze            |
| Armando Costa José Macedo Mário Peixoto                             | Pares mistos | BC3    | Reino Unido V 4–3    | Singapura D 1–5      | Grécia D 2–5         | 3° lugar       |                      | Não se qualificou    | Não se qualificou    | Não se qualificou |
| Pedro Clara Clara Oliveira Domingos Vieira                          | Pares mistos | BC4    | Hong Kong D 2–6      | Reino Unido D 4–11   | Eslováquia D 4–8     | 4° lugar       |                      | Não se qualificou    | Não se qualificou    | Não se qualificou |

## Ciclismo
Luís Costa e Telmo Pinão representaram Portugal no ciclismo nos Jogos Paralímpicos de Verão de 2016.

### Ciclismo de estrada
| Atleta      | Prova          | Classe | Tempo    | Posição   |
| ----------- | -------------- | ------ | -------- | --------- |
| Luís Costa  | Contrarrelógio | H5     | 31:06.06 | 8° lugar  |
| Luís Costa  | Fundo          | H5     | 1:37:56  | 8° lugar  |
| Telmo Pinão | Contrarrelógio | C2     | 30:38.04 | 12° lugar |
| Telmo Pinão | Fundo          | C2     | 1:58:55  | 22° lugar |

## Hipismo
| Atleta         | Cavalo   | Prova      | Classe | Eliminatórias | Eliminatórias | Eliminatórias | Eliminatórias | Eliminatórias | Eliminatórias | Eliminatórias | Eliminatórias | Final   | Final   | Final   | Final   | Final  | Final     |
| Atleta         | Cavalo   | Prova      | Classe | 1° volta      | 1° volta      | 2° volta      | 2° volta      | 2° volta      | 3° volta      | 3° volta      | 3° volta      | Final A | Final A | Final B | Final B | Total  | Total     |
| Atleta         | Cavalo   | Prova      | Classe | Pen           | Posição       | Pen           | Total         | Posição       | Pen           | Total         | Posição       | Pen     | Posição | Pen     | Posição | Pen    | Posição   |
| -------------- | -------- | ---------- | ------ | ------------- | ------------- | ------------- | ------------- | ------------- | ------------- | ------------- | ------------- | ------- | ------- | ------- | ------- | ------ | --------- |
| Ana Mota Veiga | Convicto | Individual | 1A     |               |               |               |               |               |               |               |               |         |         |         |         |        |           |
| Ana Mota Veiga | Convicto | Freestyle  | 1A     |               |               |               |               |               |               |               |               |         |         |         |         | 68.261 | 17° lugar |

Legenda: Pen = Penalidades

## Judo
| Atleta        | Prova          | Eliminatorias             | Quartos de final     | Meias-finais         | Repescagem 1         | Repescagem 2         | Final                | Posição           |
| Atleta        | Prova          | Adversário Resultado      | Adversário Resultado | Adversário Resultado | Adversário Resultado | Adversário Resultado | Adversário Resultado | Posição           |
| ------------- | -------------- | ------------------------- | -------------------- | -------------------- | -------------------- | -------------------- | -------------------- | ----------------- |
| Miguel Vieira | Menos de 66 kg | Oliveira Boto D 000 - 100 | Não se qualificou    | Não se qualificou    | Não se qualificou    | Não se qualificou    | Não se qualificou    | Não se qualificou |

## Natação
| Atleta         | Prova             | Classe | Eliminatórias | Eliminatórias | Final             | Final             |
| Atleta         | Prova             | Classe | Tempo         | Posição       | Tempo             | Posição           |
| -------------- | ----------------- | ------ | ------------- | ------------- | ----------------- | ----------------- |
| David Carreira | 50 metros livres  | S8     | 29.32         | 14° lugar     | Não se qualificou | Não se qualificou |
| David Carreira | 100 metros livres | S8     | 1:07.43       | 10° lugar     | Não se qualificou | Não se qualificou |
| David Carreira | 200 metros livres | S8     | 2:45.23       | 13° lugar     | Não se qualificou | Não se qualificou |
| David Grachat  | 50 metros livres  | S9     | 27.03         | 11° lugar     | Não se qualificou | Não se qualificou |
| David Grachat  | 100 metros livres | S9     | 57.90         | 9° lugar      | Não se qualificou | Não se qualificou |
| David Grachat  | 400 metros livres | S9     | 4:22.86       | 4° lugar Q    | 4:22.86           | 8° lugar          |
| Nelson Lopes   | 50 metros costas, | S4     | 53.51         | 9° lugar      | Não se qualificou | Não se qualificou |
| Nelson Lopes   | 200 metros livres | S4     | 3:51.29       | 11° lugar     | Não se qualificou | Não se qualificou |

| Atleta         | Prova              | Classe | Eliminatórias | Eliminatórias | Final             | Final             |
| Atleta         | Prova              | Classe | Tempo         | Posição       | Tempo             | Posição           |
| -------------- | ------------------ | ------ | ------------- | ------------- | ----------------- | ----------------- |
| Joana Calado   | 100 metros bruços  | SB8    | 1:26.52       | 5° lugar Q    | 1:25.96           | 5° lugar          |
| Simone Fragoso | 50 metros livres   | S5     | 46.49         | 15° lugar     | Não se qualificou | Não se qualificou |
| Simone Fragoso | 50 metros costas   | S5     | 56.23         | 12° lugar     | Não se qualificou | Não se qualificou |
| Simone Fragoso | 50 metros mariposa | S5     | DNS           | DNS           | DNS               | DNS               |
| Simone Fragoso | 200 metros estilos | S5     | 4:26.08       | 11° lugar     | Não se qualificou | Não se qualificou |

## Tiro
A última prova de qualificação direta para o Rio de Janeiro no tiro ocorreu na Taça do Mundo de Tiro do Comité Paralímpico Internacional em Fort Benning em novembro de 2015. Adelino Rocha classificou-se na prova de pistola a 50 metros (P4) na classe SH1.
| Atleta        | Prova             | Classe | Eliminatórias | Eliminatórias | Final             | Final             |
| Atleta        | Prova             | Classe | Pontuação     | Posição       | Pontuação         | Posição           |
| ------------- | ----------------- | ------ | ------------- | ------------- | ----------------- | ----------------- |
| Adelino Rocha | 10 metros pistola | SH1    | 549           | 27            | Não se qualificou | Não se qualificou |
| Adelino Rocha | 25 metros pistola | SH1    | 520           | 30            | Não se qualificou | Não se qualificou |
| Adelino Rocha | 50 metros pistola | SH1    | 501           | 29            | Não se qualificou | Não se qualificou |

Legenda
| Recorde mundial      | Recorde mundial (World record)               |                       | Recorde africano                      | Recorde africano (African) |                                           | Q | Classificado por posição (Qualified) |
| Recorde paralímpico  | Recorde paralímpico (Paralympic record)      | Recorde da América    | Recorde da América (Americas)         | q                          | Classificado por melhor tempo (Qualified) |   |                                      |
| Melhor marca do ano  | Melhor marca do ano (World leading)          | Recorde asiático      | Recorde asiático (Asian)              | DNS                        | Não largou (Did not start)                |   |                                      |
| Recorde nacional     | Recorde nacional (National record)           | Recorde europeu       | Recorde europeu (European)            | DNF                        | Não terminou (Did not finish)             |   |                                      |
| Recorde pessoal      | Recorde pessoal do atleta (Personal best)    | Recorde da Oceania    | Recorde da Oceania (Oceania)          | DSQ / DQ                   | Desclassificado (Disqualified)            |   |                                      |
| Recorde da temporada | Recorde da temporada do atleta (Season best) | Recorde sul-americano | Recorde sul-americano (South America) | NM                         | Sem marca (No mark)                       |   |                                      |